# Race Driver: Grid
Race Driver: Grid (estilizado como Race Driver: GRID y conocido como GRID) es un videojuego de carreras desarrollado y publicado por Codemasters para PlayStation 3, Windows, Xbox 360, Nintendo DS, J2ME, Arcade y OS X. Es primera entrega de la serie Grid.
Fue anunciado el 19 de abril de 2007, y está disponible para Xbox 360, PlayStation 3 y PC. El juego fue lanzado el 30 de mayo de 2008 en Europa, 3 de junio de 2008 en Norteamérica y el 12 de junio de 2008 en Australia. El 5 de junio fue lanzado en Australia a través de distribución digital Steam.
El videojuego se aparta ligeramente de la filosofía de simulador que mantenían sus predecesores. Por primera vez se ofrecen competencias de derrapadas y derivados.

## Jugabilidad
La jugabilidad corresponde a un estilo arcade con ligeras influencias de simulador heredadas de la serie TOCA. El jugador crea su perfil de piloto, pudiendo escribir su nombre y apellido, elegir un nombre de audio o apodo con el cual el los otros personajes del juego se pueden dirigir a él y al final, elegir una nacionalidad.
El juego comienza en una carrera en un circuito de San Francisco, California. El jugador debe completar la carrera (en cualquier posición) para obtener su licencia de novato. El coche es un Dodge Viper perteneciente al equipo Ravenwest Motorsport, el equipo número 1 del mundo dentro del universo del juego. Al completar la carrera, sin importar el puesto, automáticamente se le ceden al jugador las licencias básicas de piloto para competir en tres regiones: Estados Unidos (ARL), Europa (EURO) y Japón (J-Speed). Con estas licencias, el piloto puede empezar a ganarse su propio dinero y reputación en cada región, y de esa forma, ir mejorando sus licencias regionales de piloto.
Inicialmente, el jugador debe aceptar algunas ofertas ofrecidas por diversos equipos para correr, y de esa forma ganar dinero. El equipo que oferta establece un objetivo, además de terminar la prueba (por ejemplo, terminar en determinada posición o antes de determinado coche). Los objetivos cumplidos son recompensados económicamente, aunque no ayudan demasiado a mejorar la reputación del piloto. Siempre al jugador se le ofrecen tres ofertas: una para pilotar en EE. UU, otra en Europa y la tercera en Japón. Cuando el monto del jugador llegue a los U$S 80.000, automáticamente se empieza a crear el equipo propio. Se establece un nombre, el diseño y la pintura de los coches. El primer coche del equipo es un Ford Mustang BOSS, que servirá para correr en la categoría de Muscle Cars.
El equipo del jugador está conformado por varias personas, entre ellas el jefe de equipo (cuya voz se puede escuchar durante las carreras a través de la radio) y la representante (que dará algunas explicaciones al jugador para introducirlo en el mundo GRID). Conforme se vaya progresando en el juego, el equipo podrá incorporar a un segundo piloto, compañero del jugador (este segundo piloto es elegido en una lista). Además, el equipo podrá adquirir garajes más grandes conforme se vaya avanzando.
El modo multijugador fue cerrado el 19 de junio de 2011 en PC y PS3. En Xbox 360 sigue funcionando.

## Contenido descargable
Con posterioridad al lanzamiento del juego, se publicaron dos packs de contenido descargable, 8-Ball Pack en 2008 y Prestige Pack en 2010. Cada pack añade 8 y 10 coches respectivamente. Además, el pack Prestige añade un nuevo circuito, Mount Panorama.

## Coches
Por defecto hay 42 coches divididos en 13 categorías, las cuales son:

### Pro Muscle
- Ford Mustang BOSS 302
- Plymouth Cuda AAR
- Pontiac Firebird Trans Am (8-Ball Pack)
- Chevrolet Camaro Concept
- Dodge Challenger Concept
- Dodge Viper SRT-10
- Ford Mustang GT-R Concept

### Coches de Stock
- Jupiter Eagleray MK5 (ficticio)

### Coches de Turismo
- Chevrolet Lacetti
- BMW 320SI
- Volvo C30 STCC (8-Ball Pack)
- Honda Integra Type-R DC5 (Prestige Pack)

### Club GT
- TVR Tuscan Challenge
- Lotus 2-Eleven (Prestige Pack)

### Pro Tuned
- Toyota Supra MK4
- Nissan 350Z Top Secret
- Nissan Skyline GT-R Z-Tune Nismo
- Honda NSX-R
- Mitsubishi Lancer Evolution X (8-Ball Pack)

### Drift
- Pontiac GTO
- Dodge Charger SRT-8
- Toyota Corolla AE86
- Nissan Silvia S15
- Toyota Soarer
- Subaru Impreza
- Mazda RX-7 FD35
- Honda S2000 (8-Ball Pack)

### Prestigio
- Pagani Zonda R
- Koenigsegg CCXR
- Volkswagen Nardo (8-Ball Pack)
- TVR Cerbera Speed 12 (8-Ball Pack)
- Bugatti Veyron (Prestige Pack)
- Lamborghini Gallardo LP560-4 (Prestige Pack)

### Prototipos
- Ford Doran JE4
- Nissan R390 GT-1
- Mazda 787B
- Mazda Furai (Prestige Pack)

### Monoplazas
- JRC FJ1000
- Dallara F3

### Coches de GT2
- Panoz Esperante
- Spyker C8 Spyder
- Porsche 911 GT3
- Lamborghini Gallardo GT (Prestige Pack)
- Ferrari F430 GTC (Prestige Pack)
- Jaguar XKR GT3 (Prestige Pack)

### Coches de GT1
- Chevrolet Corvette C5-R
- Chevrolet Corvette C6-R
- Saleen S7R
- Aston Martin DBR9
- Lamborghini Murciélago RGT
- Koenigsegg CCGT
- Nissan GT-R S-GT2008 (8-Ball Pack)
- McLaren F1 GTR (8-Ball Pack)
- Mercedes-Benz SLR McLaren 722 (Prestige Pack)
- Ferrari F575 GTC (Prestige Pack)

### Coches de LMP2
- Courage C65
- Lola B05/40

### Coches de LMP1
- Courage LC70
- Creation CA/06H
- Lola B06/10
- Audi R10 TDI

## Circuitos
Hay 15 circuitos en el juego (16 con los contenidos descargables). Cada uno posee varias configuraciones de trazado y sentido de circulación:
- Circuito callejero de Detroit (incluye variante para Demolition Derby)
- Circuito callejero de San Francisco
- Long Beach usa
- Circuito callejero de Washington
- Donington Park
- Circuito de Estambul
- Jarama
- La Sarthe
- Nürburgring
- Spa Francorchamps
- Circuito callejero de Milán
- Rutas del Monte Haruna
- Circuito de Okutama
- Circuito callejero de Shibuya
- Circuito portuario de Yokohama
- Mount Panorama (Prestige Pack)